# 롤로 토마시
조지 W. 밀러(영어: George W. Miller, 1969년 4월 2일 ~ )는 롤로 토마시(영어: Rollo Tomassi)라는 필명으로 더 잘 알려진 미국의 작가이자 유튜버이다. 그는 닥터 필에 의해 "남성계의 대부"로 불렸다.
원래 와인 및 주류 산업에서 일했던 밀러는 합리적 남자(The Rational Male)이라는 제목의 책을 출판하여 시리즈가 되었다. 현재 유튜브 채널에서 데이트와 관련하여 인간 행동과 상호 작용에 대해 논하고 있다.

## 생애
밀러는 1969년 4월 2일 캘리포니아주 로스앤젤레스에서 태어났으며, 30대에 순수 미술 학위와 행동 심리학 학사 학위를 취득했다. 그는 1996년에 결혼하여 딸을 두었다 (1998년 출생).
이전에 25년 동안 와인 및 주류 산업에서 일했으며, 그 기간 동안 "좋은 멘토들"을 만났다고 한다. 또한 그래픽 디자이너였으며 미하일라 피터슨과 인터뷰를 했다.
합리적 남자(The Rational Male)이라는 제목의 책 시리즈를 출판한 후, 토마시는 유튜버 되었다. 그는 종종 결혼과 그것이 현대 사회에서 얼마나 어려워졌는지에 대해 이야기한다. 또한 토마시는 "합리적 남자(The Rational Male)"이라는 웹사이트를 운영한다.
밀러는 유튜브 채널을 운영하며 인간 행동과 성 선택에 대한 3~4시간 분량의 분석을 게시한다. 2024년 기준으로 그의 유튜브 구독자 수는 20만 명이 넘는다. 또한 자신을 "매노스피어의 대부"라고 부른다. 앤드류 테이트가 명성을 얻은 후, 밀러는 테이트가 주장하는 아이디어가 "자신의 가르침에서 파생된 것"이지만, "테이트와 다른 사람들이 밀러의 말을 '왜곡했다'"고 주장했다.

## 저작물
밀러의 저작물은 다음과 같다:
- 합리적 남자 (The Rational Male, 2013)
- 합리적 남자: 예방 의학 (The Rational Male: Preventive Medicine, 2015)
- 합리적 남자: 긍정적인 남성성 (The Rational Male: Positive Masculinity, 2017)
- 합리적 남자: 종교 (The Rational Male: Religion, 2021)
- 합리적 남자 – 플레이어 핸드북: 게임을 위한 빨간 약 안내서 (The Rational Male – The Players Handbook: A Red Pill Guide to Game, 2022)